# Xysticus alboniger
Xysticus alboniger is een spinnensoort uit de familie van de krabspinnen (Thomisidae).
De wetenschappelijke naam van de soort werd in 1965 door A.L. Turnbull, Charles Denton Dondale & J.H. Redner gepubliceerd als nomen novum voor Synema bicolor Keyserling, 1884 toen die soort verplaatst werd naar het geslacht Xysticus waar die naam al bezet was door Xysticus bicolor L. Koch, 1867, en tevens als nomen novum voor Xysticus inornatus Emerton, 1892 NON L. Koch, 1876.